# Serolis zoiphila
Serolis zoiphila là một loài chân đều trong họ Serolidae. Loài này được Stechow miêu tả khoa học năm 1921.